# Hôtel d'Asfeld
L'hôtel d'Asfeld, appelé aussi Hôtel Magon de la Lande, est un hôtel particulier du XVIIe siècle situé à Saint-Malo, en France. Il est le dernier hôtel d'armateur de Saint-Malo intra-muros à ne pas avoir été détruit pendant la Seconde Guerre mondiale.

## Histoire
Le nom d'hôtel d'Asfeld est celui de la rue sur laquelle se dresse le portail ; cette rue est ainsi nommée en mémoire de Claude François Bidal d'Asfeld (1665-1743). 
La bâtisse a été commanditée par le riche armateur et négrier malouin François-Auguste Magon de la Lande au XVIIe siècle, et fut la demeure de la famille Nouail du Fougeray en 1787. L'hôtel est doté de 60 pièces dont 30 avec une cheminée intérieure. La superficie au sol est de 684 m2. 
Construit de 1723 à 1725, cet hôtel particulier n'a pas été entretenu pendant le XXe siècle. Il a été racheté en 2005 par un particulier, l'historien Olivier Chereil de La Rivière. 
L'hôtel d'Asfeld est l'archétype des hôtels d'armateurs de Saint-Malo. Il se caractérise par un grand corps de logis en bordure de rue, bâti en granit de Chausey. L'utilisation de la pierre a, en effet, été imposé pour construire en ville à la suite de la Grande Brulerie de 1661. L'hôtel d'armateur malouin se définit aussi par la présence d'une cour, parfois même d'un jardin, de magasins au rez-de-chaussée et surtout par la richesse du décor intérieur.
La demeure s'organise autour d'un vaste escalier à rampe droite. Les appartements sont distribués à la mode parisienne. Ils sont lambrissés. Le style d'ensemble, d'une grande sévérité, est influencé par l'architecture militaire.
Ce bâtiment fait l'objet d'un classement au titre des monuments historiques depuis le 25 février 2000.

## Galerie

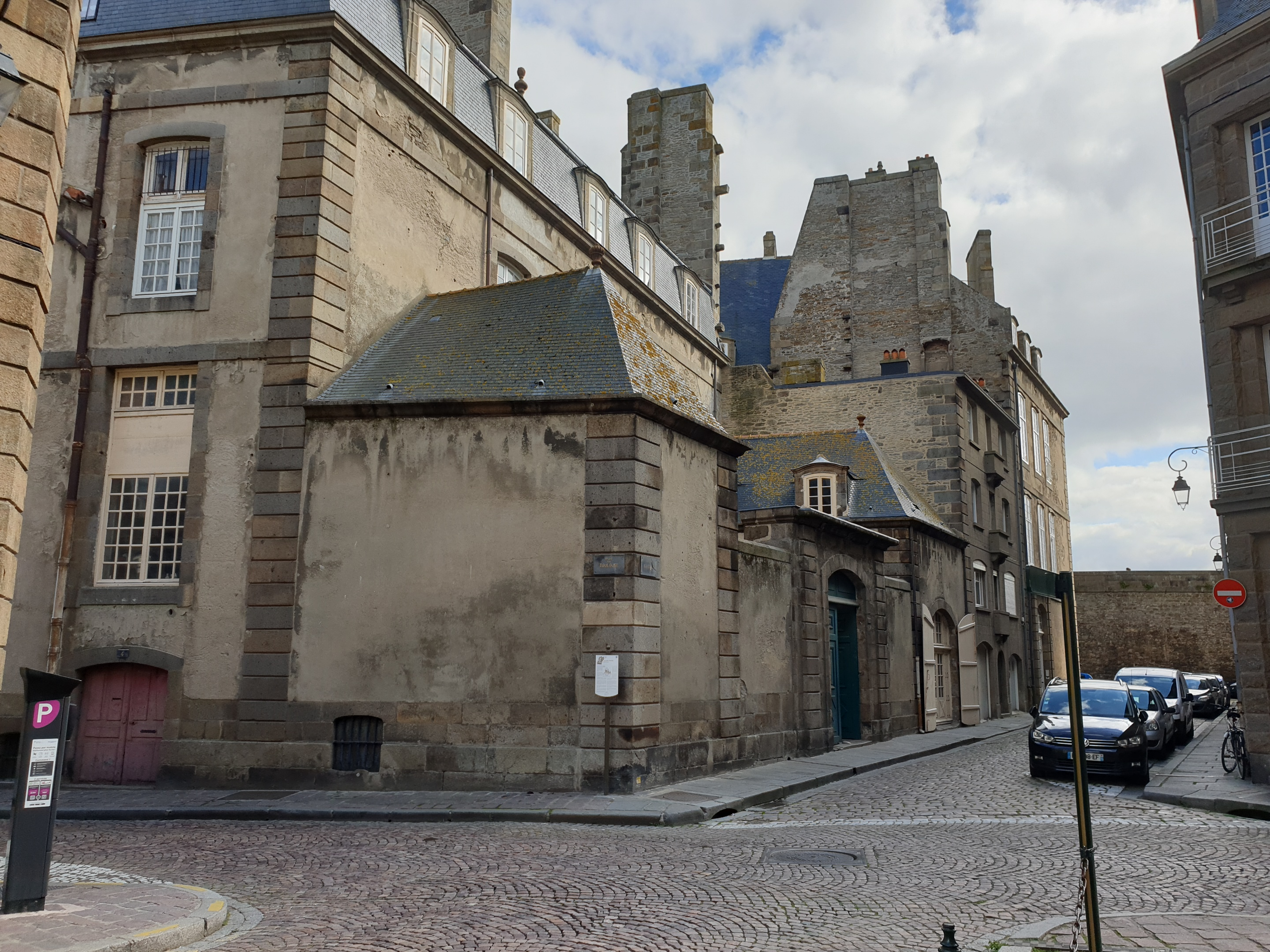
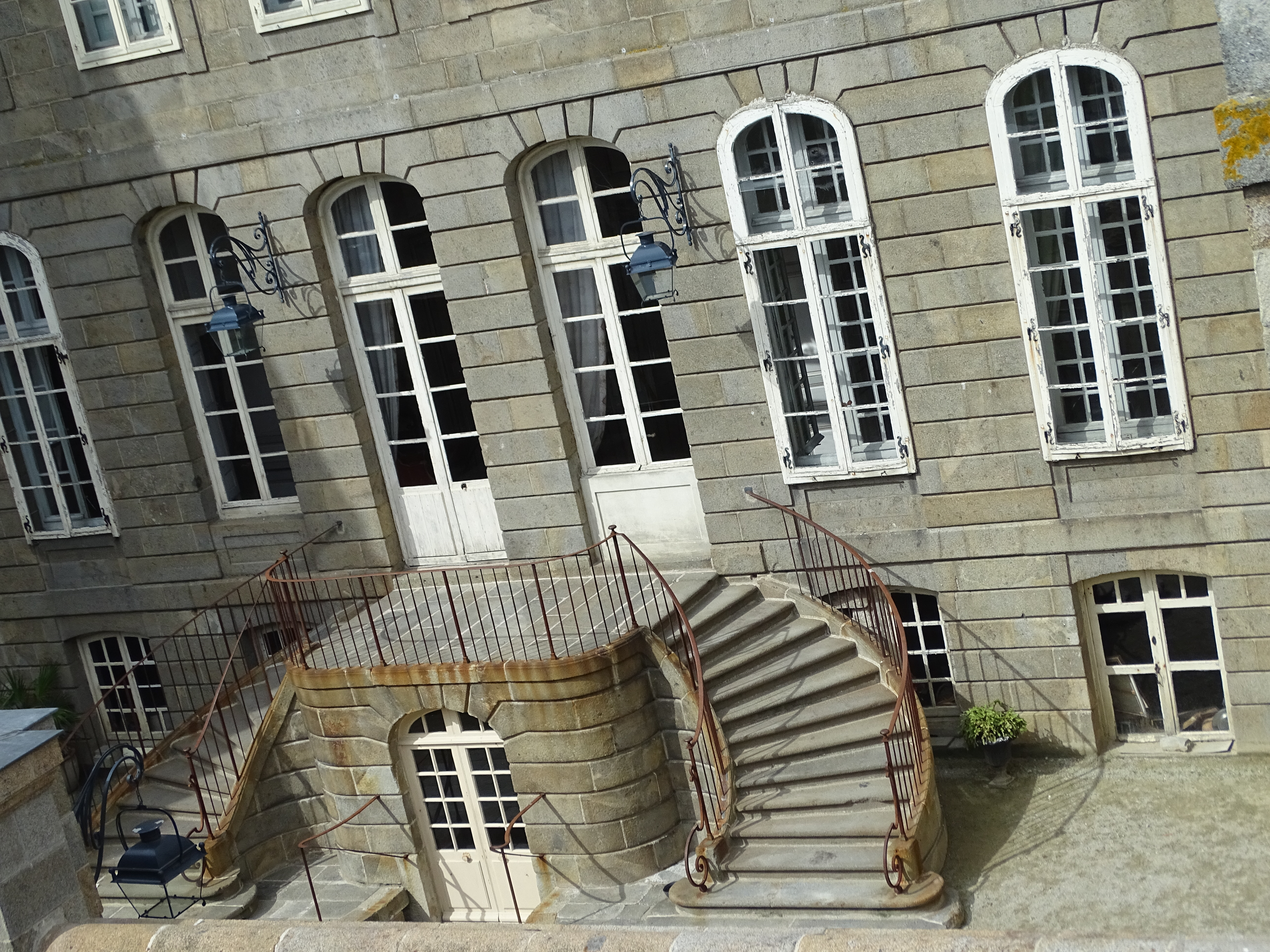
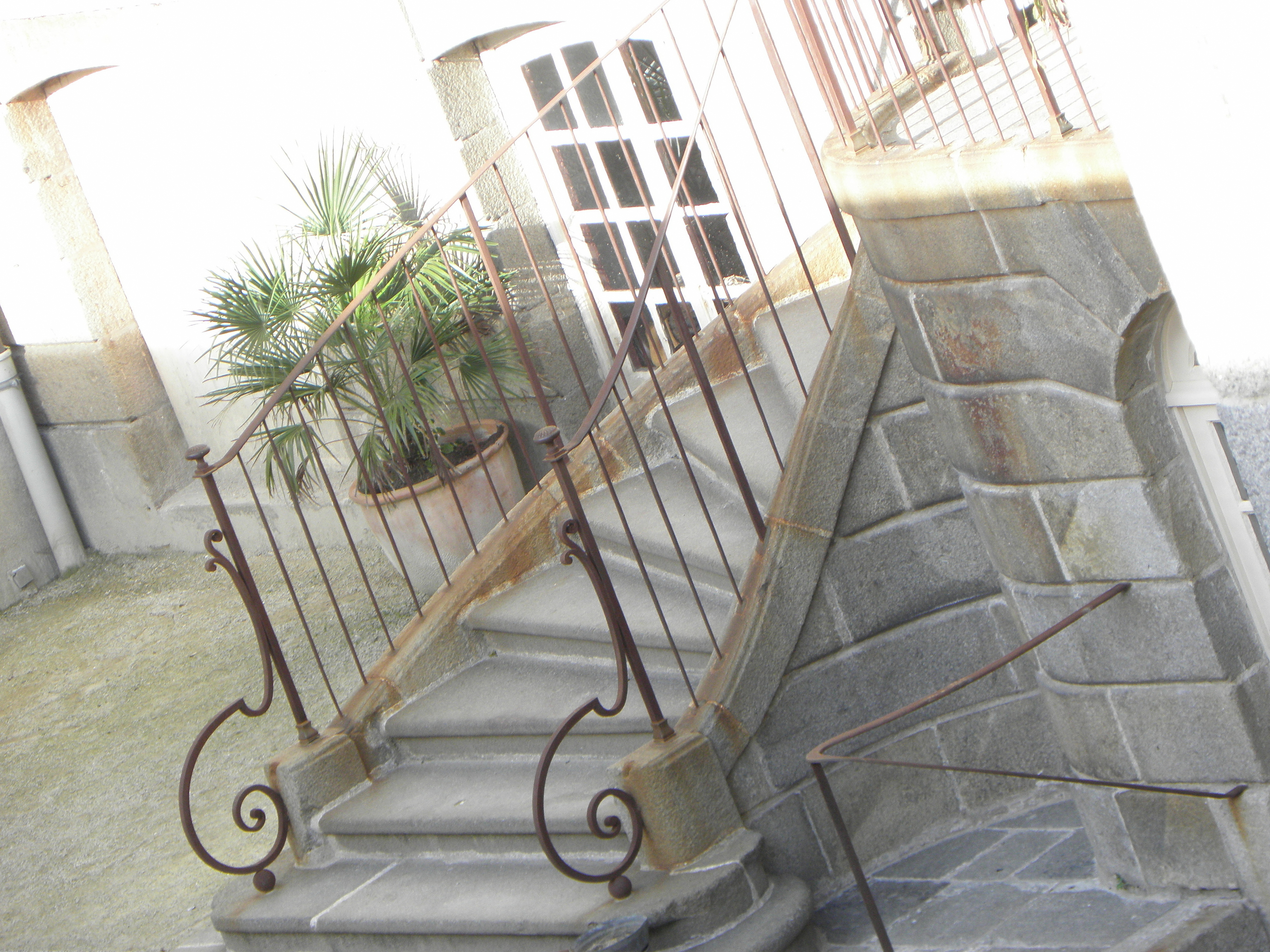
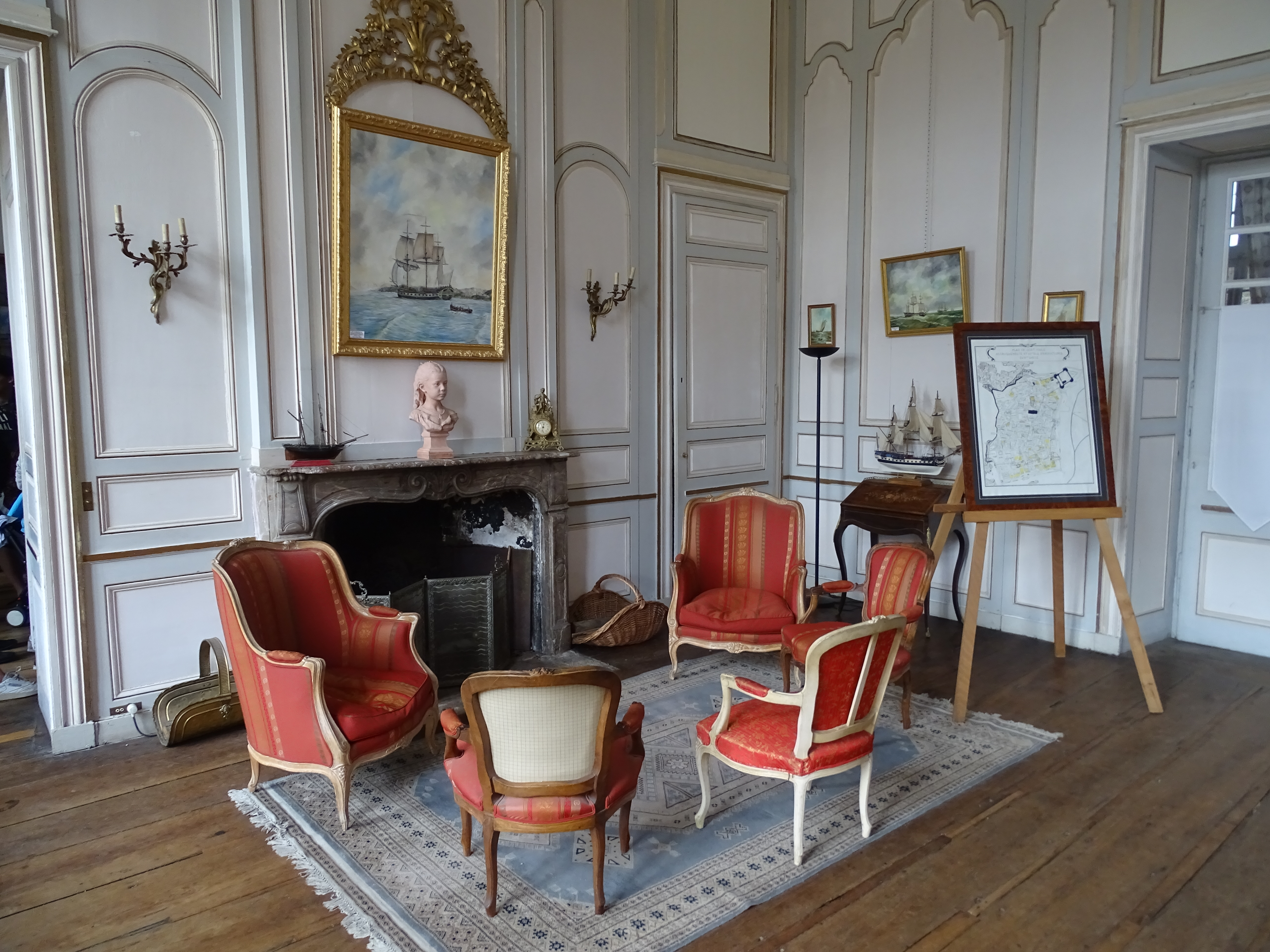
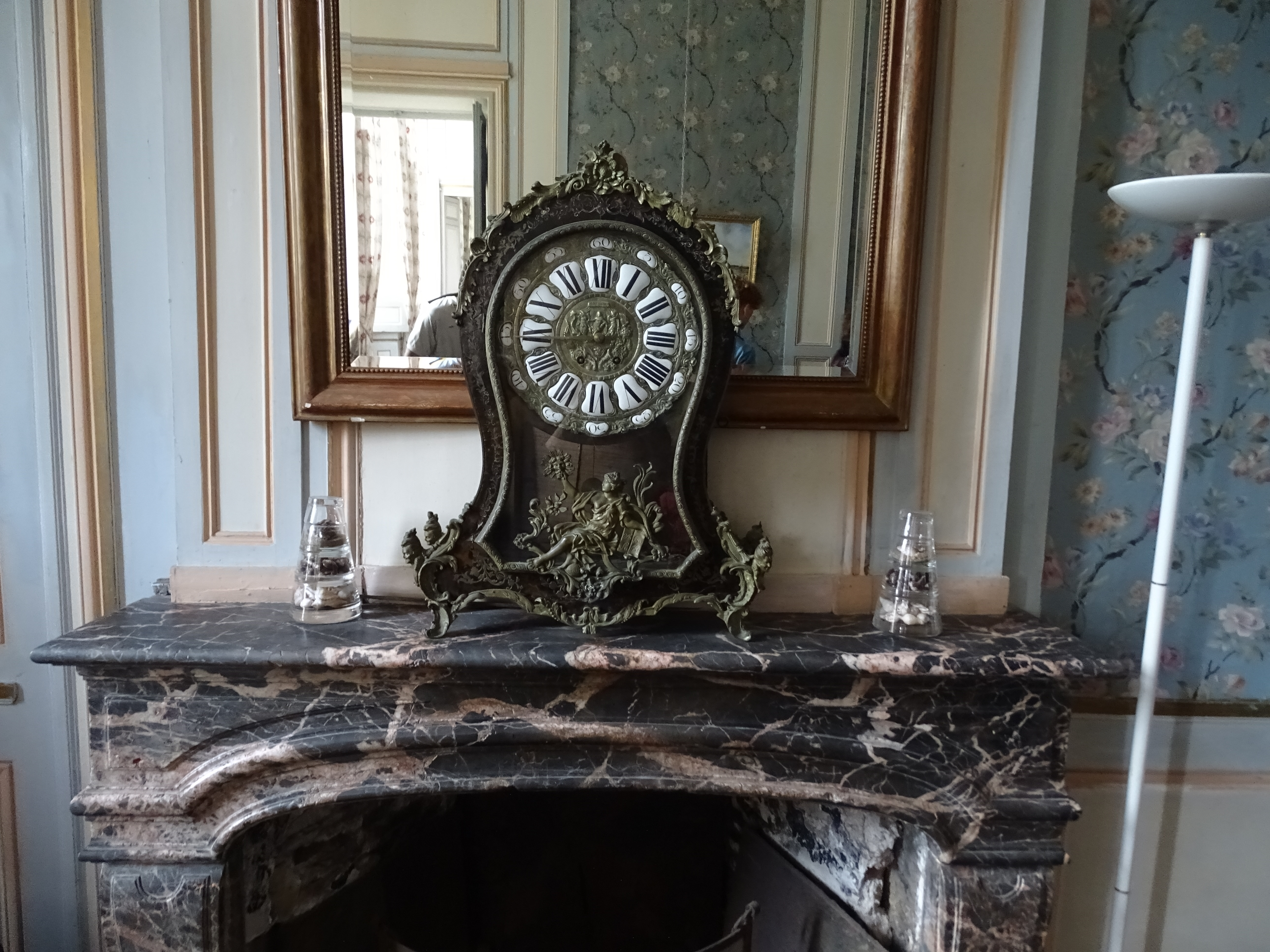
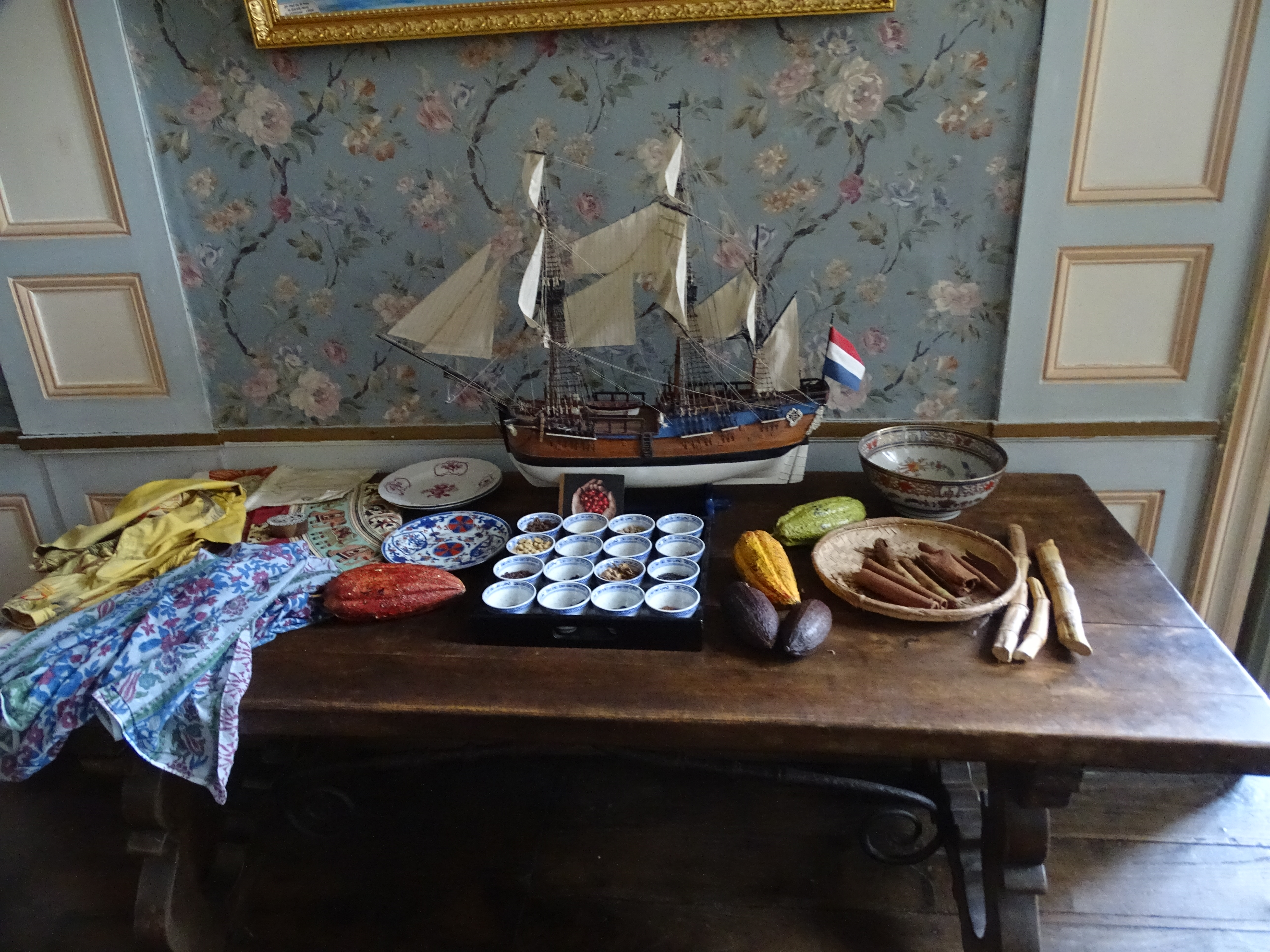